# Patronaż
Patronaż – strategia wzmacniania politycznego wpływu na drodze nominacji politycznych. Podstawowy instrument polityki partyjnej, który umożliwia rewanż pracownikom aparatu partyjnego za ich oddaną pracę podczas kampanii wyborczej.
Z jednej strony system pozwala na dobranie sobie lojalnych pracowników, z drugiej jednakże neguje zasadę profesjonalizmu i apolityczności służby publicznej.

## Patronaż wWielkiej Brytanii
Jest to wsparcie udzielone osobie prywatnej przez polityka lub wsparcie udzielone politykowi przez osobę prywatną.

## Patronaż wStanach Zjednoczonych
Jest to stronnicze mianowanie na stanowiska administracji publicznej i (lub) przydzielanie licencji, kontraktów, koncesji lub innych przywilejów.
Patronaż nabrał znaczenia na poziomie ogólnokrajowym podczas prezydentury Jacksona, w formie systemu łupów (obsadzania wszystkich stanowisk administracyjnych przez osoby związane z aktualnie rządzącym prezydentem). Jednak dopiero podczas pierwszej kadencji Abrahama Lincolna osiągnął ogromne rozmiary, by powoli tracić na znaczeniu od chwili wejścia Civil Service Act w 1883.
Obecnie patronaż funkcjonuje na dużą skalę, gdyż po wyborze nowego prezydenta zmienia się cała administracja federalna.
Na poziomie lokalnym (zgodnie z decyzją Sądu Najwyższego) obsada stanowisk niepolitycznych w administracji publicznej nie może być uzależniona od poglądów politycznych, czy przynależności partyjnej.